# Hottea ekmanii
Hottea ekmanii är en myrtenväxtart som först beskrevs av Ignatz Urban, och fick sitt nu gällande namn av Attila L. Borhidi. Hottea ekmanii ingår i släktet Hottea och familjen myrtenväxter. Inga underarter finns listade i Catalogue of Life.